# Kidubugu (periodiskt vattendrag i Burundi, Makamba)
Kidubugu är ett periodiskt vattendrag i Burundi.   Det ligger i provinsen Makamba, i den södra delen av landet, 120 kilometer söder om huvudstaden Bujumbura.
Omgivningarna runt Kidubugu är en mosaik av jordbruksmark och naturlig växtlighet. Runt Kidubugu är det ganska tätbefolkat, med 166 invånare per kvadratkilometer.